# بانفيلد
بانفيلد ، هو نادي كرة قدم أرجنتيني وهو نادي أساسي في الأرجنتين وقد تأسس سنة 1896 م.

## روابط إضافية
- (بالإنجليزية) (بالإسبانية) Club Atlético Banfield Official website
- (بالإنجليزية) (بالإسبانية) (بالفرنسية) (بالألمانية)

```
Eurobanfield.com | The place of european Banfield's community
```

- (بالإنجليزية) (بالإسبانية) (بالفرنسية) (بالألمانية)

```
Soy Taladro| Sitio de fanaticos de banfield
```

- (بالإسبانية) Soy de Banfield - News and history
- (بالإنجليزية) Banfield formations at football-lineups.com
- Banfieldmania radio show
- Sitio de fanaticos del Club Atletico Banfield